# Prawosławie w Szwecji
Prawosławie w Szwecji, historycznie związane z mniejszością rosyjską, jest religią związaną głównie z imigracją zarobkową z krajów bałkańskich. Obecnie największymi grupami narodowościowymi wyznającymi tę religię są Serbowie i Grecy. Łączną liczbę prawosławnych żyjących w Szwecji szacuje się na 50–60 tys. wiernych.

## Początki
Pierwsza cerkiew prawosławna na terenie Szwecji powstała na mocy traktatu pokojowego ze Stołbowa w 1617 na potrzeby kupców rosyjskich działających na terenie Szwecji. Powstała wówczas parafia Przemienienia, istniejąca (z przerwami) do dziś, od 1807 posiadająca wolnostojący budynek cerkiewny. Do 1917 cerkiew formalnie należała do ambasady rosyjskiej w Szwecji, jurysdykcyjnie podlegając metropolii petersburskiej.
Na skutek emigracji politycznej w Rosji w latach 20. i 30. XX wieku liczba parafian gwałtownie wzrosła, z kilkudziesięciu do kilkuset. W 1930 razem z całym Zachodnioeuropejskim Egzarchatem Rosyjskiego Kościoła Prawosławnego, któremu podlegała po 1917, przeszła pod jurysdykcję patriarchy Konstantynopola. Od 2019 r. parafia Przemienienia Pańskiego w Sztokholmie znajduje się w jurysdykcji metropolii Stanów Zjednoczonych, Kanady i Australii Bułgarskiego Kościoła Prawosławnego.

## Po II wojnie światowej
Cerkiew była obsługiwana przez kler pochodzenia rosyjskiego lub ukraińskiego, dopiero w 1979 proboszczem został Szwed Mattias Norström. Organizował on podległe parafii placówki duszpasterskie poza Sztokholmem, wprowadził również język szwedzki do niektórych odprawianych w cerkwi nabożeństw.

### Rosyjski Kościół Prawosławny
Liczba prawosławnych w Szwecji gwałtownie wzrosła w II połowie XX wieku, głównie za sprawą emigracji z obszaru radzieckiego. W 1990 powstała parafia św. Sergiusza, która od 1992 podlega Rosyjskiemu Kościołowi Prawosławnemu. W 2011 Dekanat Patriarchatu Moskiewskiego w Szwecji liczył osiem parafii.

### Patriarchat Konstantynopolitański

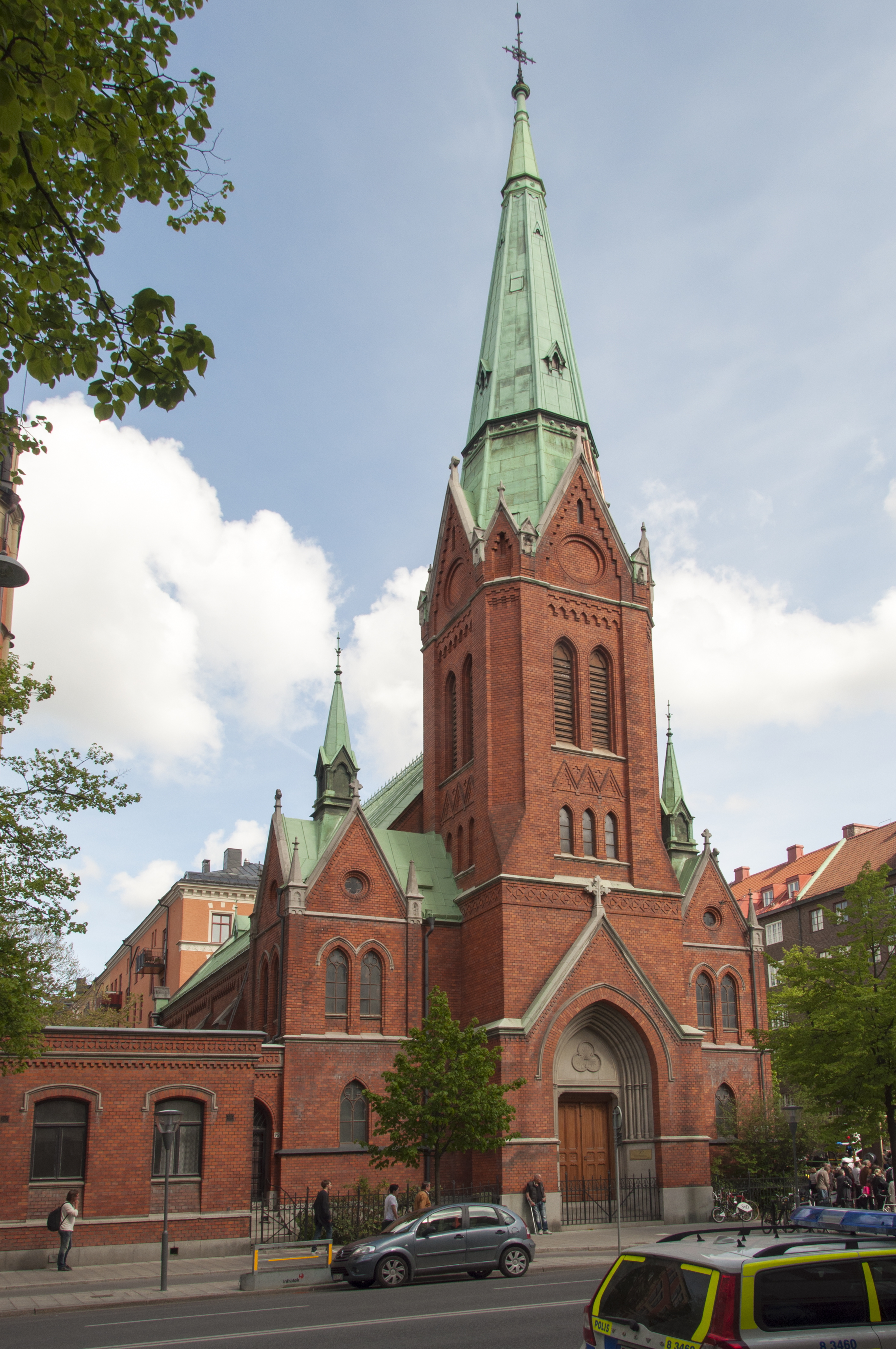
Katedra św. Jerzego w Sztokholmie (Patriarchat Konstantynopolitański)

Osobne 6 parafii w Sztokholmie i Göteborgu założyli zbiegli z Estonii po II wojnie światowej wierni Estońskiego Kościoła Prawosławnego na czele z metropolitą Aleksandrem (ok. 2,5 tys. osób). W podobnych okolicznościach powstała fińskojęzyczna parafia w Båras, następnie placówki w Sztokholmie i Göteborgu. Obecnie w cerkwiach tych posługują duchowni przybyli z Finlandii, jednak liczba wiernych stale spada. Parafie estońskie i fińskie podlegają jurysdykcji patriarchy Konstantynopola.
W latach 60. i 70. Szwecja stała się celem imigracji zarobkowej z obszaru Bałkanów. W tym okresie w kraju znalazło się ok. 25 tys. prawosławnych Serbów i 17 tys. Greków i Cypryjczyków. Od początku lat 70. z tego powodu powstała podlegająca Patriarchatowi Konstantynopola metropolia Szwecji i całej Skandynawii z siedzibą w Sztokholmie i czterema parafiami w Sztokholmie, Göteborgu, Uppsali i Malmö (w dwóch ostatnich miejscowościach parafia nie posiada osobnej cerkwi).

### Rumuński Kościół Prawosławny
W Szwecji żyje ok. 15 tys. prawosławnych Rumunów, podlegających Rumuńskiemu Kościołowi Prawosławnemu. Posiadają oni trzy parafie w Sztokholmie, Göteborgu i Malmö.

### Serbski Kościół Prawosławny

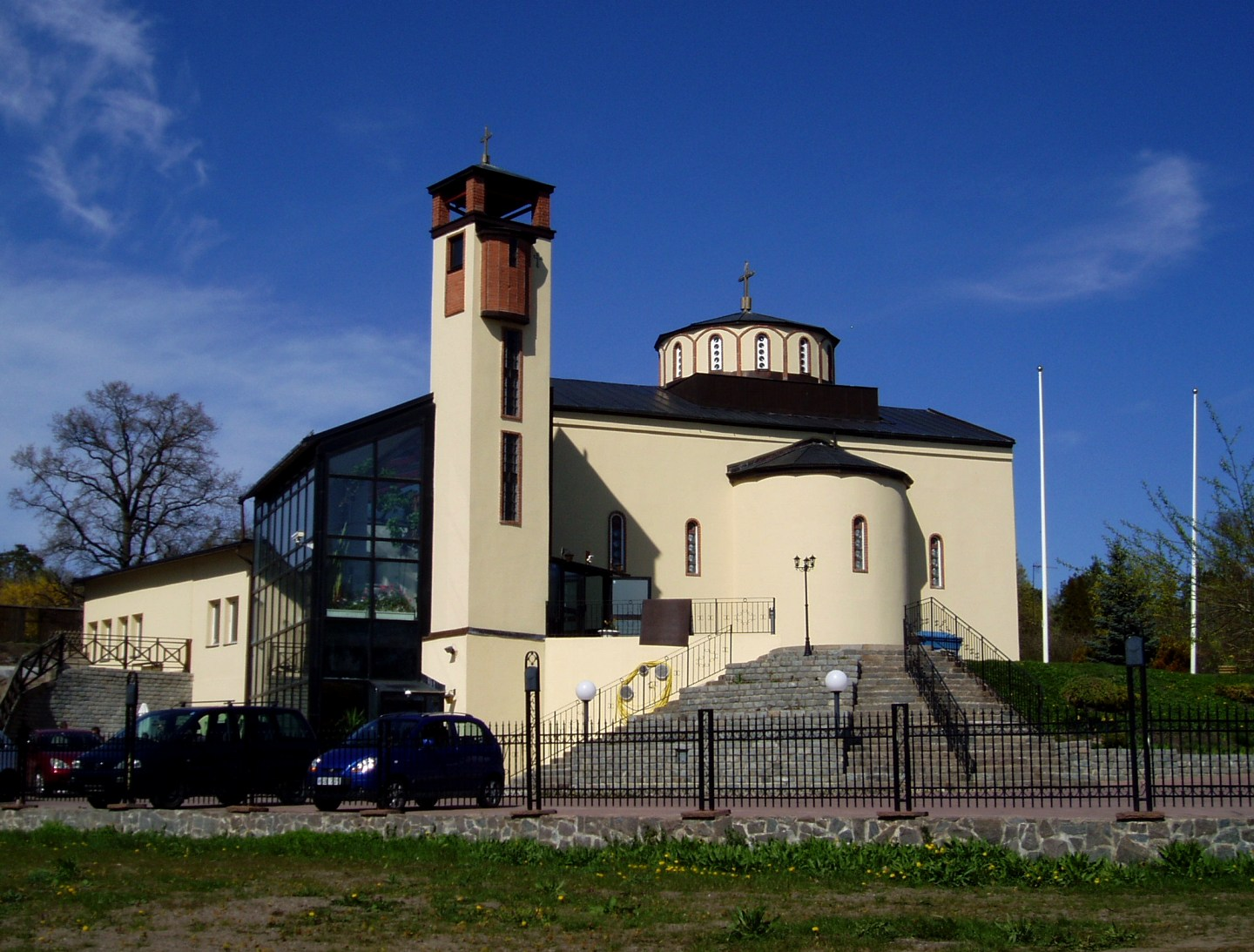
Cerkiew św. Sawy w Sztokholmie (Serbski Kościół Prawosławny)

Prawosławni Serbowie tworzą obecnie największą narodowościową grupę w obrębie szwedzkiego prawosławia, liczącą 23 tys. osób. Parafie podlegające Serbskiemu Kościołowi Prawosławnemu należą do eparchii brytyjskiej i skandynawskiej z siedzibą w Sztokholmie i są rozmieszczone głównie w Szwecji centralnej i południowej. Serbskiemu Kościołowi Prawosławnemu podlegają 2 monastery (Świętej Trójcy w Bredared i Opieki Matki Bożej w Örkelljundze) oraz 13 parafii (w tym 10 serbskich i 3 częściowo stosujące w pracy duszpasterskiej język szwedzki).

## Pozostałe informacje
Wśród szwedzkich wyznawców prawosławia znajdują się również imigranci z Bułgarii  oraz z Macedonii (w Sztokholmie działa parafia pw. św. Paisjusza Chilendarskiego Bułgarskiego Kościoła Prawosławnego, wchodząca w skład metropolii zachodniej i środkowej Europy).

### Prawosławni Szwedzi
W 2004 w Överkalix powstała pierwsza parafia, w której nabożeństwa odprawiane są wyłącznie po szwedzku. Podlega ona patriarsze Moskwy. Prawosławni narodowości szwedzkiej stanowią jednak jedynie ok. 1% wszystkich wyznawców tej religii w kraju.

## Współpraca
Koordynacją działań prawosławnych hierarchii kościelnych w Szwecji zajmuje się od 1970 Rada Ekumeniczna Kościołów Orientalnych i Prawosławnych. Od 1982 prowadzi ona systematyczny dialog ekumeniczny z luterańskim Kościołem Szwecji. Od 1986 posiada swój organ prasowy Miesięcznik Prawosławny.